# Ludwik Marszewski
Ludwik Marszewski (ur. 13 sierpnia 1857 w Inowrocławiu, zm. 28 stycznia 1920 w Bninie) – polski duchowny katolicki łączący posługę duszpasterską z praktyką lekarską.

## Życiorys
Był synem Józefa, właściciela ziemskiego, oraz Anny ze Zmorskich. Uczęszczał do szkół w Inowrocławiu i w 1870, na żądanie matki, rozpoczął studia w seminarium duchownym w Gnieźnie. Święcenia kapłańskie otrzymał w 1874 z rąk miejscowego biskupa pomocniczego Józefa Cybichowskiego. W związku z polityką kulturkampfu przez pierwsze lata po święceniach pozostawał bez placówki duszpasterskiej i utrzymywał się jako nauczyciel domowy. W 1875 rozpoczął studia medyczne na Uniwersytecie w Greifswaldzie, od 1877 kontynuując je mimo braku zgody arcybiskupa Mieczysława Ledóchowskiego. Dyplom lekarza uzyskał w 1880, w tym samym roku zdał egzamin uprawniający do prowadzenia praktyki.
Do 1885 był praktykującym lekarzem w rodzinnym Inowrocławiu. Następnie odbył podróż do Rzymu, gdzie od dłuższego czasu rezydował kardynał Ledóchowski, i uzyskał jego poparcie. Po powrocie do Wielkopolski mianowany został wikariuszem w Poniecu, w 1888 przeszedł na analogiczne stanowisko do Pszczewa, wreszcie w 1892 uzyskał probostwo w Śnieciskach. Przepracował tu 17 lat. Za zgodą Izby Lekarskiej i kurii biskupiej obowiązki proboszcza wykonywał jednocześnie z praktyką lekarską. Cieszył się w okolicy sławą dobrego, zamiłowanego lekarza, do którego oczekiwały zazwyczaj dłuższe kolejki pacjentów niż wiernych potrzebujących posługi duszpasterskiej. Nie bez znaczenia pozostawała też decyzja władz kościelnych, które zgodziły się na praktykę lekarską Marszewskiego pod warunkiem zrzeczenia się przez niego honorariów.
W 1919 przeszedł w stan spoczynku i osiadł w Bninie, gdzie niebawem 28 stycznia 1920 zmarł i został pochowany na przykościelnym cmentarzu. Miał trzy siostry: o jednej z nich brak jest bliższych wiadomości; druga siostra była żoną urzędnika państwowego Krölla i matką Józefa Krolla, poznańskiego chirurga w latach międzywojennych; trzecia siostra Łucja wyszła za mąż za Władysława Kamieńskiego, właściciela inowrocławskiej fabryki maszyn rolniczych.